# Jorrel Hato
Jorrel Hato (född 7 mars 2006) är en holländsk professionell fotbollsspelare som spelar som mittback eller vänsterback för Premier League-klubben Chelsea och det nederländska landslaget. 

## Klubbkarriär

### Chelsea
3 Augusti 2025 skrev Hato på för Chelsea FC på ett 5-års kontrakt.